# Gil Mehmert
Gil Mehmert (* 19. Februar 1965 in Werne (Nordrhein-Westfalen)) ist ein deutscher Theater- und Filmregisseur sowie Hochschullehrer.

## Leben
Mehmert studierte zunächst Musik in Köln und schloss eine Regieausbildung an der Hochschule für Musik und Theater München bei August Everding an. Seine inzwischen 140 Inszenierungen, die alle Genres zwischen Schauspiel und Musiktheater umfassen, entstanden an etwa 60 verschiedenen renommierten Theatern in Deutschland, Österreich, der Schweiz, China, Japan und Südkorea. Außerdem war er an der Bayerischen Theaterakademie August Everding als Regisseur und Lehrer tätig. Seit 2003 lehrt er als Professor für Szene und Regie im Fachbereich Musical an der Folkwang Universität in Essen.
Neben Musicals gehören zu seinen Arbeiten insbesondere eigene Bühnenfassungen von Filmstoffen oder auch aufwendige Open-Air-Produktionen, wie die jeweils live im TV übertragene Eröffnungsshow und das Finale der »RUHR.2010«, das Theater-Open-Air vor dem Schloss Schönbrunn in Wien (Live im ORF, 2022) sowie das „Gedenken zum 09. November“ im Auftrag des Bundespräsidenten im Schloss Bellevue in Berlin (Live in der ARD, 2021).
Nach mehreren Kurzfilm-Projekten und Musikvideos kam im Jahr 2004 nach eigenem Drehbuch der mit dem Prädikat „besonders wertvoll“ ausgezeichnete Spielfilm Aus der Tiefe des Raumes in die Kinos, der beim Bayerischen Filmpreis mit dem Preis für die beste Nachwuchsproduktion ausgezeichnet wurde und in zwei Kategorien für den deutschen Filmpreis nominiert war. Sein Film Ukelele Blues (1999) wurde 2000 bei den Nordischen Filmtagen in Lübeck gezeigt.
2014 setzte er Sönke Wortmanns Verfilmung von Das Wunder von Bern in ein Musical um. Das Musical beruht auf der Fußball-Weltmeisterschaft 1954 und wurde am 23. November 2014 im Theater an der Elbe in Hamburg uraufgeführt. Mit Wüstenblume, Goethe! (Musical) und Knockin’ on Heaven’s Door (als Co-Autor) sind weitere, auf erfolgreichen Filmen basierende Libretti entstanden, die jeweils erfolgreich uraufgeführt wurden. Weiterhin hat Gil Mehmert neben Ur- und Erstaufführungen in Schauspiel und Oper, die deutschsprachigen und/oder auch europäischen Erstaufführungen der Musicals High Fideliy (basierend auf dem gleichnamigen Roman), Die Hexen von Eastwick, Once und Tootsie inszeniert.
Im Oktober 2014 inszenierte Gil Mehmert Lloyd Webbers-Musical Jesus Christ Superstar am Theater Dortmund mit Alexander Klaws  in der Hauptrolle. Die Premiere war so erfolgreich, dass danach alle 17 Vorstellungen und die vier Zusatzvorstellungen innerhalb von drei Tagen ausverkauft waren und die Produktion mit dem „Opernfreund-Stern“ ausgezeichnet wurde. Bei den Musicalwahlen des Online Musicalmagazins Musical 1 wurde die Dortmunder Inszenierung von Jesus Christ Superstar 2014 und 2015 als bestes Musical (Short Run) ausgezeichnet. Broadwayworld, eine der weltweit größten Websites über Musicals, wählte hierfür Gil Mehmert 2014 auf Platz zwei in der Kategorie „Beste Regie“.

### Privates
Im Rahmen der Inszenierung von Les Misérables  beim Domplatz Open Air Magdeburg 2013 lernte er seine spätere Ehefrau, die Musicalsängerin Bettina Mönch, kennen.

## Arbeiten (Auswahl)

### Musical
- 2011: Sunset Boulevard – Bad Hersfelder Festspiele
- 2011: Ein Mann geht durch die Wand – Musiktheater Dortmund
- 2012: Die Hexen von Eastwick – Musiktheater im Revier Gelsenkirchen
- 2013: Les Misérables – Domplatz OpenAir Magdeburg
- 2014: Jesus Christ Superstar – Theater Dortmund
- 2014: Ein Mann geht durch die Wand – Tournee
- 2014: Das Wunder von Bern – Stage Theater an der Elbe/Hamburg – Welturaufführung
- 2015: The Who’s Tommy – Landestheater Linz
- 2015: Cabaret – Bad Hersfelder Festspiele
- 2016: Hair – Staatstheater am Gärtnerplatz/München
- 2016: Evita – Theater Bonn
- 2016: Sunset Boulevard – Theater Dortmund
- 2017: West Side Story – DomplatzOpenAir Magdeburg
- 2017: Sunset Boulevard – Oper Bonn
- 2017: Priscilla – Königin der Wüste – Gärtnerplatztheater München
- 2018: Wahnsinn! – Theater am Marientor/Duisburg
- 2018: Hair – Bad Hersfelder Festspiele
- 2018: Catch Me If You Can – Staatsoper Nürnberg
- 2018: West Side Story – Theater Dortmund
- 2019: Jekyll & Hyde – Theater Dortmund[15]
- 2019: Cabaret – Volksoper Wien
- 2020: Wüstenblume – Theater St. Gallen
- 2021: Goethe! (Musical)
- 2022: Elisabeth (Musical) – Schloss Schönbrunn, Wien
- 2022/23: Lady Bess – Theater St. Gallen
- 2023: Beethoven – Seoul
- 2023: Rent (Musical) – Theater Dortmund
- 2023: La Bohème – Theater Dortmund
- 2024: Sweeney Todd (Musical) – Theater Dortmund
- 2025: Einstein – A Matter of Time – Theater St. Gallen

### Bühne
- 2018: Heiß auf 2. Liga – Hamburger Kammerspiele
- 2019: Ach, diese Lücke, diese entsetzliche Lücke – Metropoltheater München
- 2025: Töchter einer neuen Zeit – Ernst-Deutsch-Theater Hamburg
- 2025: Die Räuber – Festspiele Bad Hersfeld

### Film
- 1999: Ukulele Blues (Kurzfilm)
- 2003: Aus der Tiefe des Raumes
- 2010: Freuden eines Kulturdezernenten (Kurzfilm im Rahmen von RUHR.2010)
- 2011: Sexy (Musikvideo für Tom Beck)

## Auszeichnungen (Auswahl)
Gil Mehmert wurde mit zahlreichen Preisen ausgezeichnet, darunter der Regiepreis des Impulse-Festivals 2001, der Preis für die beste Inszenierung bei den Bayerischen Theatertagen 2005, der Inthega-Preis 2006, der Hamburger Rolf-Mares-Preis 2008, der Monica-Bleibtreu-Preis 2019, der Österreichische Musiktheaterpreis 2020 und die Auszeichnung „Kölner Kulturereignis 2021“.
- Himmel und Kölle: Kölner Kulturpreis 2021
- Cabaret: Österreichischer Musiktheaterpreis 2021
- Der Elefantenmensch: Rolf-Mares-Preis 2008 (Hamburg)[16]
- Von Mäusen und Menschen: 2. Preis der INTHEGA – Theaterpreis der Städte
- Die Weber: tz-Rosenstrauß des Jahres 2004; Preis für die beste Regie der 23. Bayerischen Theatertage 2005
- Aus der Tiefe des Raumes: Bayerischer Filmpreis 2005 „Beste Nachwuchsproduktion“; Starter Preis der Stadt München
- I Hired a Contract Killer:  AZ-Stern des Jahres 2001;  tz-Rosenstrauß des Jahres 2001; Preis des IMPULSE-Festivals 2001 in Nordrhein-Westfalen, TV-Aufzeichnung durch das ZDF/Theaterkanal/3sat
- Ukulele Blues:  1. Preis der Jury, Kurzfilm-Festival „kurzedinger“, München 2000;  1. Preis der Jury, Internet-Festival „shorts-welcome“, November 2000;  Friedrich-Wilhelm-Murnau-Kurzfilmpreis 2001; Publikumspreisträger beim Internationalen Kurzfilmfest Tübingen 2001; Jahrespreis der Jury, Internet-Festival „shorts-welcome“ 2001; Golden Hope 2001 der Münchner Abendzeitung
- Einer flog über das Kuckucksnest:  Publikumspreis Bayerische Theatertage 1997